# جامعة هيريوت وات
جامعة هيريوت وات (بالغيلية الإسكتلندية: Oilthigh Heriot-Watt) هي جامعة بحثية عامة مقرها في إدنبرة، اسكتلندا. تأسست عام 1821 باسم مدرسة الفنون في إدنبرة، وهي أول معهد ميكانيكي في العالم، ومنحت لاحقًا مكانة جامعية بموجب ميثاق ملكي في عام 1966. إنه ثامن أقدم معهد للتعليم العالي في المملكة المتحدة. اسم هيريوت وات مأخوذ من المخترع الإسكتلندي جيمس وات وفاعل الخير والصائغ الإسكتلندي جورج هيريوت.
تشتهر بتركيزها على العلوم والهندسة، وهي واحدة من 39 جامعة قديمة في المملكة المتحدة وتضم المجموعة الثانية من جامعات النخبة بعد أوكسبريدج.

## التاريخ

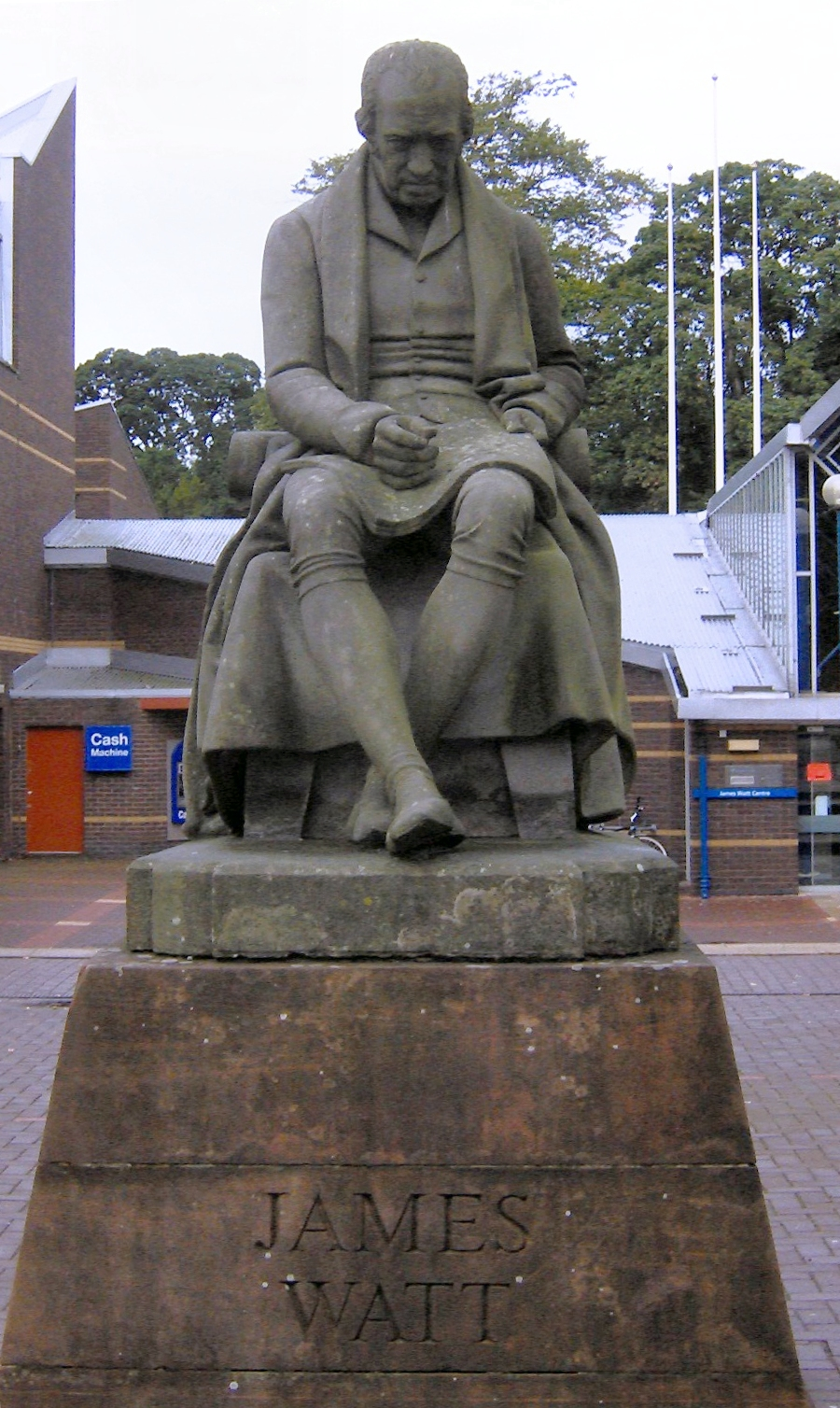
هذا التمثال لجيمس وات تم تكليفه بمدرسة الفنون اليوم في حرم إدنبرة في هيريوت وات.

### مدرسة الفنون في ادنبره
تأسست هيريوت وات كمدرسة للفنون في إدنبرة من قبل رجل الأعمال الإسكتلندي ليونارد هورنر في 16 أكتوبر 1821. بعد أن استوحى هورنر من كلية أندرسون في جلاسكو، أنشأ المدرسة لتوفير المعرفة العملية للعلوم والتكنولوجيا لرجال إدنبرة العاملين. :64–66كانت المؤسسة في البداية ذات حجم متواضع، حيث كانت تُلقي محاضرات ليلتين في الأسبوع في غرف مستأجرة  وتضم مكتبة صغيرة تضم حوالي 500 عمل فني. :100كما تم تجاوز الاكتتاب، مع إغلاق باب القبول قريبًا على الرغم من تكلفة الوصول إلى المحاضرات والمكتبة لمدة عام 15 شلنًا.

تم إدارة المدرسة من قبل مجلس إدارة مكون من ثمانية عشر مديرًا  وتم تمويلها بشكل أساسي من قبل رعاة من الطبقات المتوسطة والعليا بما في ذلك روبرت ستيفنسون ووالتر سكوت. أصبح أولًا مرتبطًا بالمخترع والمهندس جيمس وات في عام 1824، كوسيلة لجمع الأموال لتأمين الإقامة الدائمة. قال مدير المدرسة اللورد كوكبيرن في تبريره:
"يجب استخدام المبنى لسكن مدرسة إدنبرة للفنون؛ حيث يمكن ربط ذكرى وات إلى الأبد بالترويج للفنون الميكانيكية التي ينتمي إليها، بين فئة الرجال التي ينتمي إليها هو نفسه في الأصل. نشأت فائدتها ومجدها. :103"
في عام 1837 انتقلت مدرسة الفنون إلى سكن مستأجر في ساحة آدم، والتي تمكنت من شرائها في عام 1851 بفضل الأموال التي تم جمعها باسم وات. تكريما لعملية الشراء، غيرت المدرسة اسمها إلى معهد وات ومدرسة الفنون في عام 1852.

### معهد وات ومدرسة الفنون
كان وقت هيريوت وات كمؤسسة وات بمثابة فترة انتقالية للمنظمة، حيث اتسع نطاق مناهجها لتشمل عدة مواضيع غير الرياضيات والعلوم الفيزيائية. في حين أن كلية الفنون كانت تلبي احتياجات الحرفيين من الطبقة العاملة والعاملين التقنيين بشكل شبه حصري، إلا أن معهد وات قبل عددًا كبيرًا من طلاب الطبقة المتوسطة، الذين اجتذبتهم مع مواضيع جديدة في العلوم والعلوم الاجتماعية والإنسانية. بحلول عام 1885، لم تعد الطبقة العاملة الماهرة تشكل الأغلبية في مؤسسة تم إنشاؤها خصيصًا لهم. :133–135
لم يكن تغيير شكل الفصل هو التغيير الديموغرافي الوحيد الذي يؤثر على الجسم الطلابي، حيث سُمح للمرأة في عام 1869 بحضور المحاضرات لأول مرة. وضعت هذه الخطوة مؤسسة وات في مرتبة متقدمة على الجامعات الاسكتلندية، التي لم يُسمح لها إلا بالسماح للنساء بالتخرج بعد 20 عامًا بعد قانون الجامعات (اسكتلندا) لعام 1889. :163تم اتخاذ قرار قبول النساء في جزء كبير منه بسبب الضغط من الناشطة المحلية ماري بيرتون، التي أصبحت فيما بعد أول مديرة للمعهد في عام 1874. :133–135
في عام 1870، أُجبرت مؤسسة وات على الانتقال بعد هدم ميدان آدم. :148–153بعد فترة وجيزة في روكسبورج بليس، تم نقله إلى شارع تشامبرز الذي تم تشييده حديثًا بالقرب من المكان الذي كان يقف فيه موقعه السابق. تسببت هذه الخطوة في صعوبات مالية شديدة للمؤسسة، والتي تفاقمت بسبب مزيج من انخفاض الأموال من المشتركين وزيادة التكاليف من هيئة الطلاب المتزايدة. في عام 1873، لجأ المديرون إلى صندوق جورج هيريوت للحصول على الدعم، ووافقوا على دمج وقف الصندوق مع صندوق المؤسسة. كان الدمج المقترح مؤقتًا للتغييرات في هيكل مؤسسة وات، والتي ستشهد تحول المنظمة إلى كلية تقنية مع ممثلين عن ترست في مناصب إدارية. بقبول هذه التغييرات، أصبح معهد وات رسميًا كلية هيريوت وات في عام 1885، وكان لاحقًا على أساس مالي أكثر ثباتًا. :160–161

#### نادي وات
تأسس نادي وات في معهد وات في 12 مايو 1854، وهو اليوم أقدم منظمة للخريجين في المملكة المتحدة. بعد إزاحة الستار عن تمثال لجيمس وات خارج المؤسسة، اقترح الصائغ المحلي جي إي فيرنون ذلك
"[يجب تشكيل ناد] يكون هدفه هو الدعم معًا في الذكرى السنوية لميلاد جيمس وات... وأيضًا لتعزيز مصالح المدرسة، من خلال جمع أموال كل عام لتقديم الجوائز. :144–145"
لا تزال المنظمة تمنح ميداليات نادي وات كل عام لأكثر الطلاب تفوقًا في
هيريوت وات، بينما يتم منح جائزة نادي وات من قبل مجلس نادي وات لتقدير مبادرة الطلاب ومشاريعهم.

### كلية هيريوت وات

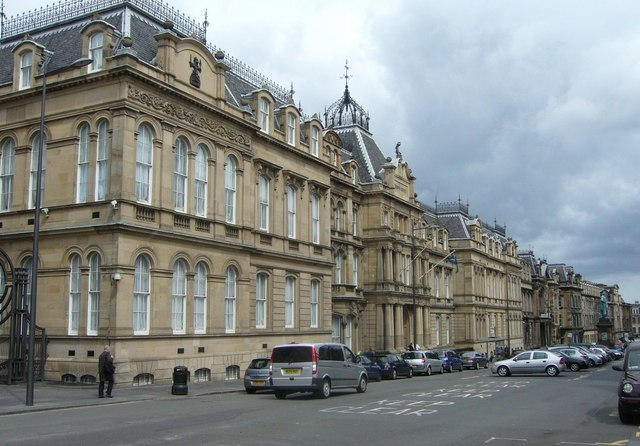
الموقع السابق لكلية هيريوت وات في شارع تشامبرز ، الذي يشغله اليوم مكتب إدنبرة كراون.

بعد إنشاء هيريوت وات ككلية تقنية، شرعت اللجنة الإدارية الجديدة في توسيع مباني المؤسسة وتعزيز سمعتها الأكاديمية. كانت الكلية في شكلها الجديد واحدة من ثلاث مؤسسات غير جامعية فقط في المملكة المتحدة تتمتع بسلطة تعيين الأساتذة، وتم تعيين أولها في عام 1887. في عام 1902 أصبحت الكلية مؤسسة مركزية، وفي عام 1904 قدمت جوائز للطلاب المتخرجين شبيهة بالدرجات الجامعية.
يعني التوسع أن الكلية قدمت طلبات متزايدة على صندوق جورج هيريوت طوال الجزء الأول من القرن العشرين، مما أدى في النهاية إلى استقلال الهيئتين في عام 1927. بينما استمر الصندوق في دفع مبلغ ثابت إلى هيريوت وات كل عام، أصبحت الكلية منذ ذلك الحين مسؤولة عن إدارة شؤونها المالية. استمرت هيريوت وات في التوسع بعد أن أصبحت مستقلة، وافتتحت امتدادًا جديدًا في عام 1935. :243
أثرت كلتا الحربين العالميتين على سرعة توسع الكلية. خلال الحرب العالمية الأولى، انخفض عدد الطلاب حيث انضم الشباب إلى الجيش، بينما توقف التدريس في الهندسة حيث تم استخدام القسم لتصنيع القذائف والذخائر. :213–215خلال الحرب العالمية الثانية، انخفض عدد الطلاب مرة أخرى وأصبح قسم الهندسة الكهربائية يشارك في تدريب القوات المسلحة على استخدام الرادار.
بعد أن قدمت الكلية جائزة للدراسات العليا في عام 1951، قدمت جوائز تعادل الشهادات الجامعية والدكتوراه في جميع النواحي العملية. وإدراكًا لذلك، أوصى تقرير روبنز في عام 1963 بمنحها وضع الجامعة. في 1 فبراير 1966، تم سن التوصية، حيث أصبحت المؤسسة رسميًا جامعة هيريوت وات.

### جامعة هيريوت وات
تم تعيين أول كرسي شخصي في عام 1974.

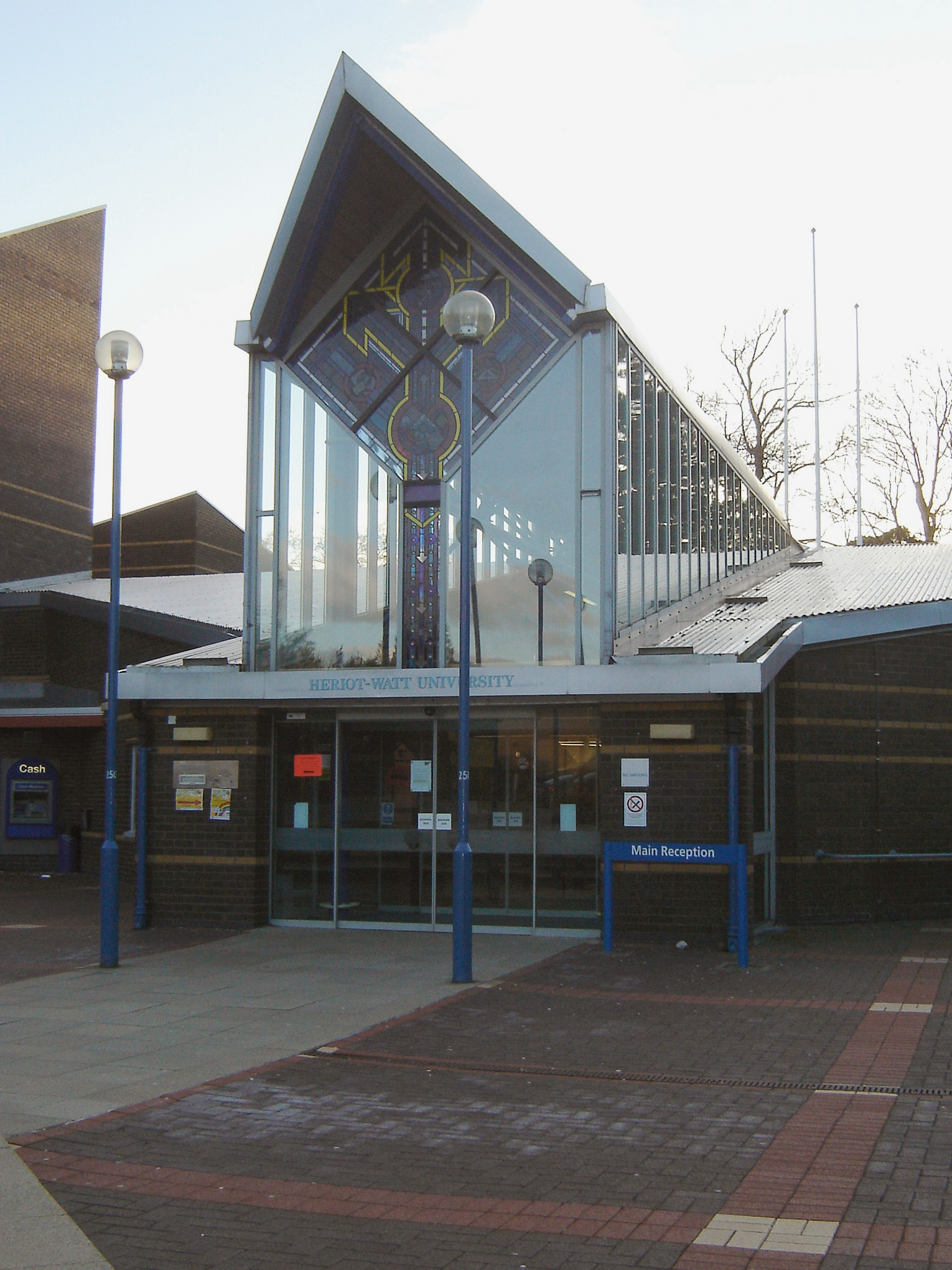

بينما استمرت هيريوت وات في التوسع في وسط إدنبرة بعد حصولها على مكانة جامعية، نمت المؤسسة بما يكفي لدرجة أن إعادة التوطين كانت مرغوبة. في عام 1966 منح مجلس مقاطعة ميدلوثيان ملكية ريكارتون شمال كوري للجامعة وفي عام 1969 بدأ العمل في تحويل الموقع إلى حرم جامعي مستقبلي. :252استمرت عملية الانتقال إلى ريكارتون حتى عام 1992، حيث تم تقسيم التدريس والمرافق بين الحرم الجامعي الجديد ومركز المدينة حتى هذا الوقت. :379–381
استمرت الجامعة في النمو بعد الانتهاء من انتقالها إلى ريكارتون، حيث شيدت قاعات طلابية إضافية ومركزًا رياضيًا ومركزًا للدراسات العليا في الموقع. توسعت المؤسسة أيضًا خارج إدنبرة، حيث اندمجت مع الكلية الاسكتلندية للمنسوجات لإنشاء حرم جامعي في الحدود الاسكتلندية في عام 1998، وافتتحت حرمًا جامعيًا في دبي في عام 2006  :436–441وحرم جامعي في بوتراجايا، ماليزيا، في عام 2012.
في السنوات الأخيرة، استفاد حرم الجامعة في إدنبرة من مشاريع البنية التحتية الكبرى بقيمة 60 مليون جنيه إسترليني، مع الإعلان عن استثمارات أخرى بقيمة 68 مليون جنيه إسترليني. وتشمل هذه أول مركز للخريجين مبني لهذا الغرض في المملكة المتحدة (6 ملايين جنيه إسترليني)،  مركز أوريام للأداء الرياضي النخبة في اسكتلندا (33 مليون جنيه إسترليني)،  وأول مركز معالجة حيوية مرن في المملكة المتحدة (2 مليون جنيه إسترليني). كما تقوم أيضًا ببناء مبنى ابتكاري بمساحة 5000 متر مربع يدعم البحث العالمي والابتكار والاكتشاف  لتعزيز «الإبداع وتوليد الأفكار» في حرم إدنبرة الجامعي المتنامي بالجامعة. GRID هي منشأة جديدة رائدة للنهوض بأبحاثنا العالمية وابتكاراتنا واكتشافاتنا. لقد تم تصميمه لخلق التماسك بين التخصصات الأكاديمية وشركاء الصناعة والمجتمع العالمي، مما يوفر بيئة تعليمية وتعليمية مبتكرة لطلاب وموظفي علوم الكمبيوتر والهندسة والعلوم الفيزيائية وعلوم الكمبيوتر. تخطط الجامعة لاستضافة استوديو أفلام كبير بقيمة 65 مليون جنيه إسترليني  وشراكة أكاديمية بقيمة 2.5 مليون جنيه إسترليني مع شركة النفط والغاز توتال. ومع ذلك، في عام 2017، أُعلن أيضًا أن عجزًا كبيرًا في الميزانية وتأثير خروج بريطانيا من الاتحاد الأوروبي سيؤدي إلى قيام هيريوت وات بإلغاء 100 وظيفة عن طريق التسريح الطوعي.

## الحرم الجامعي

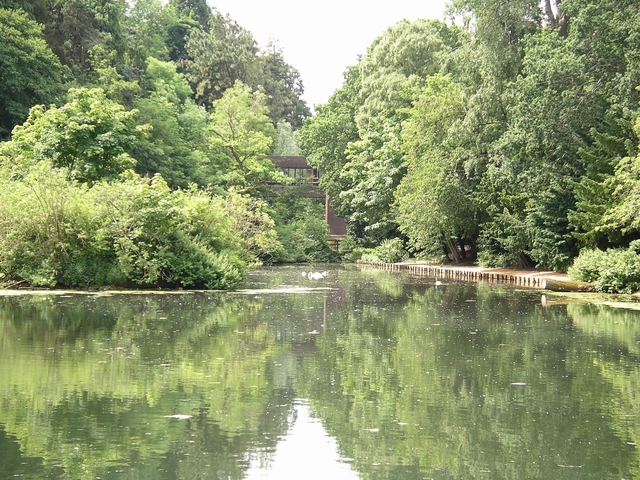
منظر للبحيرة في حرم إدنبرة الجامعي.

تمتلك هيريوت وات حاليًا خمسة أحرام جامعية، كما تدير برامج التعلم عن بعد من خلال 53 شريك تعليم معتمدًا للطلاب في جميع أنحاء العالم.

### ادنبره
يقع الحرم الجامعي الرئيسي لـ هيريوت وات في ريكارتون في جنوب غرب إدنبرة على مساحة 380 فدانًا من الحدائق. يتكون الحرم الجامعي من: المباني الأكاديمية، ومساكن الطلاب، ومركز الدراسات العليا، والمتاجر، والعديد من مجموعات المكتبات، ورعاية الأطفال، والرعاية الصحية، والمعبد، ومجموعة متنوعة من المرافق الترفيهية والرياضية، ومتحف، بالإضافة إلى المقر الرئيسي لاتحاد الطلاب. كما أنها موطن لمركز إدنبرة للمؤتمرات وأقدم مجمع أبحاث في أوروبا، مجمع أبحاث جامعة هيريوت وات الذي تم افتتاحه في عام 1971. :386يقع معهد هندسة البترول بالجامعة في حرم إدنبرة الجامعي.

### الحدود الاسكتلندية

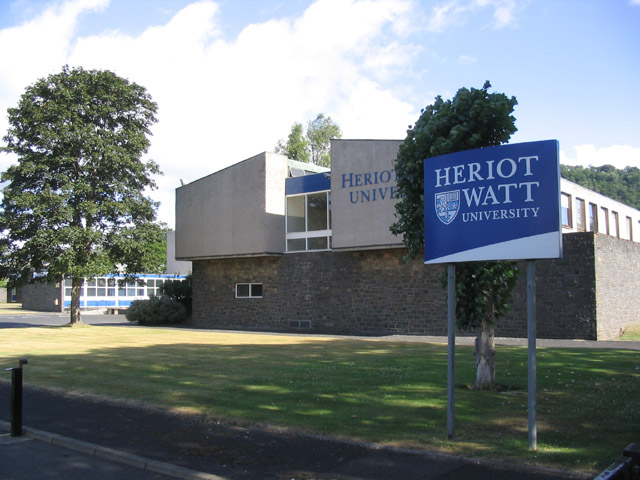
حرم الحدود الاسكتلندية

حرم الحدود الاسكتلندية في هيريوت وات في جالاشييل هو موطن لكلية النسيج والتصميم بالجامعة. بدأت المدرسة حياتها في عام 1883 عندما بدأت شركة جالاشيلس في تنظيم دروس في الدورات العملية لعمالها. نمت المؤسسة تدريجيًا من حيث عدد الطلاب وعدد الدورات التي تقدمها، وأصبحت تُعرف في النهاية باسم الكلية الاسكتلندية للمنسوجات في عام 1968. في عام 1998 اندمجت الكلية مع هيريوت وات، مما أدى إلى إنشاء مدرسة المنسوجات والتصميم في شكلها الحديث. :436–444
المدرسة هي واحدة من مدارس الموضة القليلة في العالم التي تقدم دورة ملابس رجالية على مستوى درجة البكالوريوس، والمدرسة الوحيدة في اسكتلندا التي تقدم دورة اتصالات الموضة. احتلت المرتبة 11 في المملكة المتحدة للفن والتصميم في دليل الجامعة الكامل لعام 2013،  أنتجت فائزًا وخمسة متسابقين آخرين لجائزة أفضل خريج لجوائز الأزياء الاسكتلندية في يونيو 2012.
في حين أن حرم الحدود الاسكتلندية يشترك في بعض المرافق والوظائف الإدارية مع إدنبرة، إلا أنه قائم بذاته إلى حد كبير. بالإضافة إلى مكتبتها الخاصة، ومرافق الإقامة والمطاعم،  لديها فرعها الخاص من اتحاد الطلاب الذي يدير الأحداث على الموقع  وهو موطن لمجموعة من سجلات المنسوجات والمصنوعات اليدوية. تم افتتاح قرية طلابية جديدة بقيمة 12 مليون جنيه إسترليني في الحرم الجامعي في سبتمبر 2012.
تتم مشاركة الحرم الجامعي بأكمله مع كلية بوردرز، التي يشكل طلابها غالبية أولئك الذين يدرسون في الموقع.
ماريليون الصورة 1985 أغنية كايلي كانت مستوحاة من طالب SCT، ويشير إلى الثلوج والكليات قاعات جالاشيلس.

### دبي
تم افتتاح حرم هيريوت وات في دبي عام 2005. كانت أول جامعة بريطانية يتم إنشاؤها في مدينة دبي الأكاديمية العالمية.
يقدم الحرم الجامعي مجموعة من الدورات الجامعية والدراسات العليا المماثلة لتلك الموجودة في اسكتلندا، ويسهل التبادل الطلابي بين بريطانيا والإمارات. يحتوي على مرافق بما في ذلك مكتبة وخدمة تقديم الطعام والوصول إلى الكمبيوتر والمحلات التجارية. تم افتتاح حرم جامعي موسع في المدينة في نوفمبر 2011، مما سمح لمضاعفة عدد الطلاب للدراسة للحصول على درجة هيريوت وات في المدينة.

### ماليزيا
تم افتتاح الحرم الجامعي لجامعة هيريوت وات ماليزيا في بوتراجايا في سبتمبر 2014، وتم استثمار 35 مليون جنيه إسترليني في الحرم الجامعي الماليزي، وهو أول «حرم جامعي أخضر» في البلاد. تقع على ضفاف البحيرة بمساحة 4.8 فدان وتقدم درجة البكالوريوس والماجستير.

### أوركني
حرم هيريوت وات في سترومنيس، أوركني، هو موطن للمركز الدولي لتكنولوجيا الجزيرة (ICIT)، وهو جزء من كلية الطاقة وعلوم الأرض والبنية التحتية والمجتمع بالجامعة. يوفر الحرم الجامعي التعليم لعدد صغير من طلاب الدراسات العليا ويستضيف ثمانية أعضاء من فريق البحث.

## التنظيم
هيريوت وات مقسمة إلى ست مدارس ومعهد واحد ينسق التدريس والبحث:
- كلية الطاقة وعلوم الأرض والبنية التحتية والمجتمع، التي تدمج هندسة الطاقة الجيولوجية وتكنولوجيا الطاقة المتجددة والهندسة المعمارية والهندسة المدنية والهيكلية وإدارة البناء والمسح والجغرافيا والدراسات الحضرية؛ [41]
- كلية الهندسة والعلوم الفيزيائية ، التي تدمج الهندسة الكيميائية والكيمياء والهندسة الكهربائية والإلكترونية والحوسبة والهندسة الميكانيكية والفيزياء؛ [42]
- كلية العلوم الاجتماعية (سابقًا، كلية الإدارة واللغات)، تضم المحاسبة والمالية وإدارة الأعمال والاقتصاد واللغات؛ [43]
- كلية الرياضيات وعلوم الكمبيوتر، تتضمن الرياضيات الاكتوارية والإحصاء وعلوم الكمبيوتر والرياضيات؛ [44]
- مدرسة المنسوجات والتصميم؛ [45]
- كلية إدنبرة لإدارة الأعمال، والتي تقدم دورات الدراسات العليا على مستوى ماجستير إدارة الأعمال وماجستير العلوم وإدارة الأعمال؛ [46]
- المعهد الحضري، وهو تعاون بحثي للدراسات الحضرية بين جامعة هيريوت وات وجامعة إدنبرة

اعتبارًا من 1 أغسطس 2016، تم دمج المدرسة السابقة لعلوم الحياة مع المدارس الأخرى، مع نقل البرامج إلى كلية الإدارة واللغات، وكلية الطاقة وعلوم الأرض والبنية التحتية والمجتمع وكلية الهندسة والعلوم الفيزيائية.

## الملف الأكاديمي

### الترتيب والسمعة
حصلت جامعة هيريوت وات على جائزة أفضل جامعة دولية للعام  قبل ذا تايم و صنداي تايم. تشتهر هيريوت وات بالآفاق القوية لطلابها، مع 80 ٪ في وظائف على مستوى الدراسات العليا أو مزيد من الدراسة بعد ستة أشهر من ترك المؤسسة.
في عام 2011، حصلت هيريوت وات على لقب جامعة صنداي تايمز الاسكتلندية للعام 2011-2012، حيث أكدت الورقة على قابلية توظيف خريجي المؤسسة. في عام 2012، كانت مرة أخرى الجامعة الاسكتلندية للعام 2012-2013 للسنة الثانية على التوالي، وأصبحت أيضًا جامعة العام في المملكة المتحدة من حيث تجربة الطلاب. في نفس العام احتلت المرتبة الأولى في اسكتلندا والرابعة في المملكة المتحدة في استطلاع الطلاب الوطني لعام 2012.
التايمز للتعليم العالي ' جداول' هو النتائج المجمعة لجداول الدوري الجامعة الرئيسية الثلاثة في المملكة المتحدة - دليل جيد جامعة (التي نشرتها صحيفة التايمز وصنداي تايمز)، والجارديان، ودليل جامعة كاملة. في جدول جداول عام 2015، احتلت هيريوت وات المرتبة 27 في المملكة المتحدة والثالثة في اسكتلندا. تم تصنيفها في المرتبة 28 في المملكة المتحدة من خلال دليل الجامعة الكامل 2018 والمرتبة 26 في المملكة المتحدة حسب جدول دوري جامعة الجارديان 2018. في تقرير تفصيلي صدر عام 2015 عن جامعات المملكة المتحدة، وضع الأكاديمي في دورهام فيكي بوليفر جامعة أكسفورد وكامبريدج في الدرجة الأولى، وأدرج هيريوت وات في المستوى الثاني من جامعات مجموعة راسل البالغ عددها 22 جامعة و 17 جامعة أخرى من «ما قبل 92».
في عام 2020، تم تصنيف هيريوت وات في 314 حسب تصنيفات جامعة كيو إس العالمية وفي 251-300 حسب تصنيفات جامعة تايمز للتعليم العالي العالمية في العالم. تم تصنيفها في المرتبة 243 في العالم للهندسة والتكنولوجيا من قبل تصنيفات كيو اس في عام 2019. تم تصنيفها في المرتبة 143 في العالم للعلوم التقنية في 2018 من قبل الجامعة المستديرة.
في عام 2017، صنفت بيزنس إنساير جامعة هيريوت وات كثالث أفضل جامعة بريطانية لدراسة الاقتصاد. تم تصنيفها من بين 201-250 عالميًا للأعمال والاقتصاد بواسطة Times في عام 2019. في عام 2018، صنفت التصنيف الأكاديمي لجامعات العالمARWU هيريوت وات عالميًا بين 51-75 لهندسة الاتصالات و101-150 للهندسة المدنية والرياضيات وعلوم المحيطات.

### القبول
|                            | 2017      | 2016   | 2015  | 2014   | 2013   |
| -------------------------- | --------- | ------ | ----- | ------ | ------ |
| التطبيقات                  | 11.450    | 12.735 | 13865 | 13,320 | 13,340 |
| سعر العرض (٪)              | 90.6      | 89.2   | 81.9  | 79.6   | 82.7   |
| التسجيل                    | 2,135     | 2,070  | 1,885 | 1,840  | 2,145  |
| <b id="mwAgM">أثمر (٪)</b> | 20.6      | 18.8   | 16.6  | 17.4   | 19.4   |
| مقدم الطلب / نسبة المسجلين | 5.36      | 6.15   | 7.36  | 7.24   | 6.20   |
| متوسط تعريفة الدخول        | غير متوفر | 163    | 407   | 406    | 411    |

اعتبارًا من فبراير 2017، تم تسجيل ما يقرب من 13700 طالب في أحد حرم جامعة هيريوت وات: 66.6٪ في اسكتلندا، و 24.2٪ في دبي، و 9.2٪ في ماليزيا. في حرم اسكتلندا، يوجد بالجامعة نسبة الإناث: الذكور 41:59.

### ماجستير في إدارة المشاريع الاستراتيجية
في إطار نظام التعليم الأوروبي وكجزء من برنامج ايراسموس موندوس، تقدم جامعة هيريوت وات درجة الماجستير في إدارة المشاريع الاستراتيجية بالاشتراك مع جامعة البوليتكنيك في ميلانو (إيطاليا) وجامعة أوميو (السويد). يدرس الطلاب في البرنامج في جميع المؤسسات الثلاث على مدار عامين وفي النهاية يحصلون على الشهادات الصادرة عن المؤسسات الثلاث. يحتل البرنامج المرتبة 11 في تصنيف اديونفرستال بستس ماسترز ورقم 25 في تصنيفات جامعة كيو اس العالمية في جميع أنحاء العالم.

## الحياة الطلابية

### الاتحاد الرياضي
الاتحاد الرياضي مسؤول عن الأندية الرياضية الثلاثين بالجامعة. وتدير الأحداث الاجتماعية السنوية للطلاب المشاركين في الرياضة. كما هو الحال مع رابطة الطلاب، يرأس المنظمة طلاب هيريوت وات المنتخبون.

### الفنون

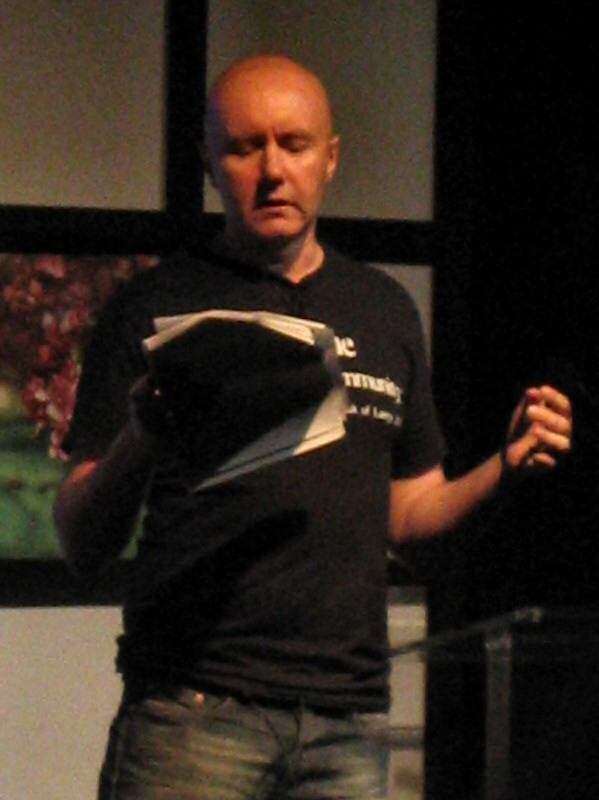
ايرفين ويلش

## خريج متميز

### الأكاديميا والعلوم

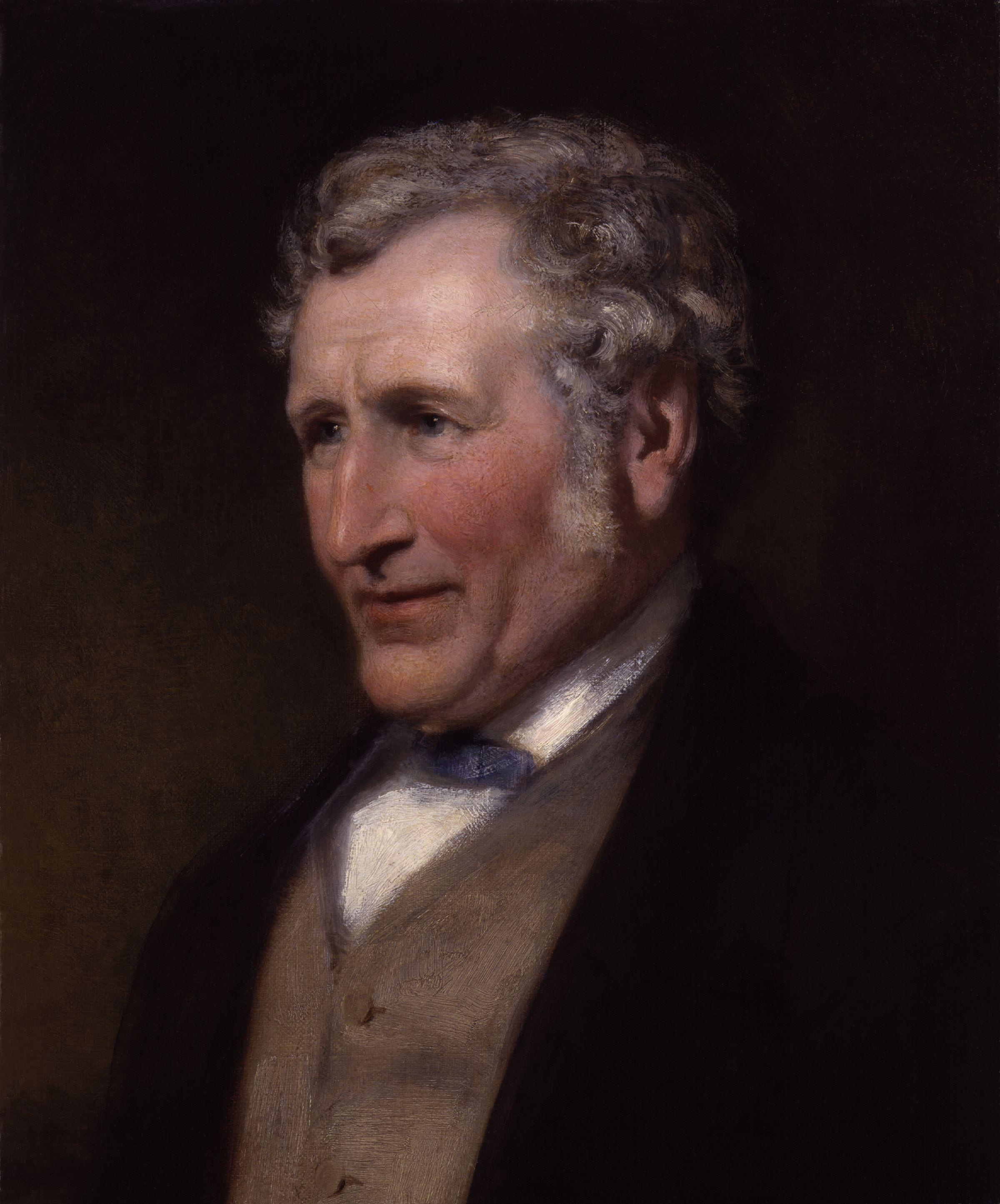
جيمس ناسميث

- لو هاي آن (1971-2019)، نائب وزير التعليم والتدريب الفيتنامي الراحل وعميد جامعة هانوي للتعدين والجيولوجيا .
- ايان بيكي، عالم فيزيائي حائز على ميدالية وجائزة سوان
- كريستينا ميلر، كيميائية
- ديفيد أ. ب. ميلر، عالم فيزياء تطبيقية. الفائز بجائزة RW Wood وميدالية Adolph Lomb
- جيمس ناسميث، مخترع المطرقة البخارية [68] :93
- إيفلين روكسبيرج (1896–1973)، مهندس كهربائي
- سارة التبريزي طبيب أعصاب
- كريس ويتي، طبيب يشغل منصب كبير المستشارين الطبيين لحكومة المملكة المتحدة

### أعمال

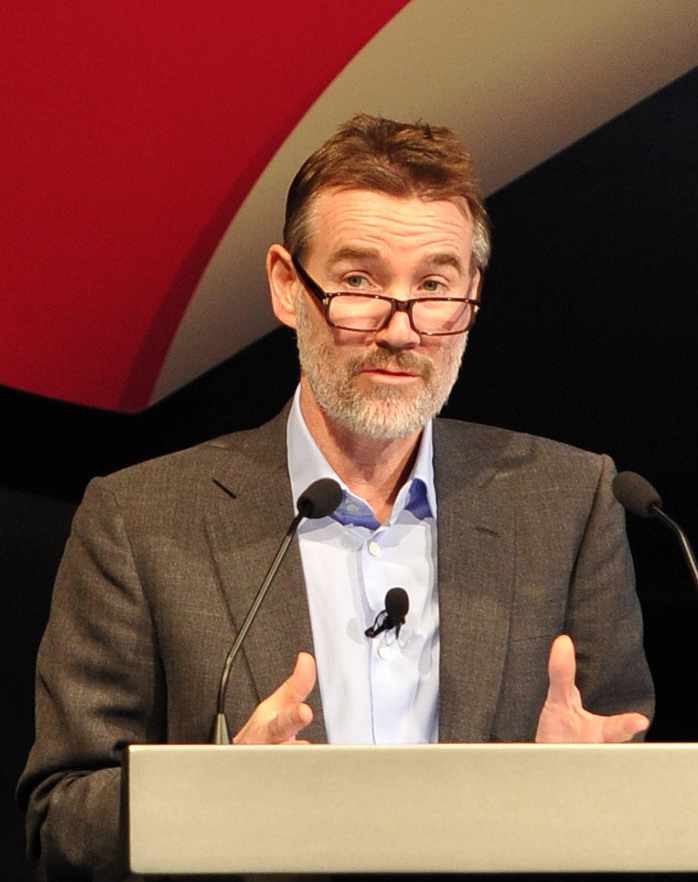
آدم كروزر

- روبرت بوشان، رجل أعمال بريطاني / كندي، مؤسس شركة كينروس جولد
- آدم كروزير، رجل الأعمال البريطاني، الرئيس التنفيذي والمديرين التنفيذيين للتلفزيون؛ الرئيس التنفيذي لشركة أي تي في
- روجر جنكينز، ممول بريطاني، الرئيس التنفيذي السابق لباركليز للملكية الخاصة والاستثمارات الرئيسية وأسواق رأس المال المهيكلة
- بوب كيلر، رجل الأعمال البريطاني، الرئيس التنفيذي لوود جروب
- مايكل لومباردي، رجل الأعمال الكندي، مؤسس شركة لومباردي ميديا
- أهدر إيان ريتشي، رجل الأعمال البريطاني [69]
- موريس تولوش (مواليد 1969)، رجل أعمال بريطاني / كندي، الرئيس التنفيذي لشركة أفيفا [70]

### سياسة
- نظيف جمعة آدم، مصرفي وسياسي صومالي
- سارة بوياك، وزارة النقل البحري السابقة ووزيرة النقل في اسكتلندا
- إنغفالد غودال، عضو سابق في البرلمان النرويجي والرئيس السابق للجنة الدعم النرويجية للشيشان
- بيرني جرانت، سياسي من حزب العمال البريطاني، وعضو البرلمان عن توتنهام من 1987 إلى 2000 ؛ أول نائب بريطاني من أصل أفريقي كاريبي (لم يتخرج)
- فيونا هيسلوب، سكرتيرة مجلس الوزراء للثقافة والشؤون الخارجية في الحكومة الاسكتلندية
- حسن علي خير، سياسي صومالي، رئيس وزراء الصومال [71]
- أرشي كيركوود، بارون كيركوود من كيركوود، النائب الديمقراطي الليبرالي السابق
- مارك ماكجريجور، سياسي حزب المحافظين
- بريان مونتيث، محافظ MSP سابق
- تيو هو بين، عضو سابق في برلمان سنغافورة
- هينينج سكوممسفول، عضو البرلمان النرويجي
- جراهام واتسون، عضو سابق في البرلمان الأوروبي ؛ زعيم المجموعة الليبرالية في البرلمان الأوروبي 2002-09 ورئيس الحزب الديمقراطي الليبرالي في الاتحاد الأوروبي 2011-15
- اللورد مايك واتسون، بارون واتسون من إنفيرجوري، عضو برلماني سابق و MSP
- جيليان ماكاي، حزب الخضر MSP لوسط اسكتلندا

### الرياضة
- جوك كلير، مهندس الفورمولا واحد [72]
- كيث "سواز" فريزر، متزلج أولمبي (تخرج عام 1991 مع منغ في الهندسة المدنية)
- لي جونز، العضو الحالي في فريق اتحاد الرجبي الوطني الاسكتلندي [73]
- شيرلي روبرتسون، مقدمة برامج تلفزيونية وحائزة على ميدالية ذهبية أولمبية مزدوجة
- جاك روس، لاعب كرة قدم بريطاني محترف
- جوردون شدين، سائق سباق سيارات بريطاني

### آخرين
- ليام بيرنز، رئيس NUS في المملكة المتحدة 2011-13
- إيان دن، ناشط في مجال حقوق المثليين والمتحولين جنسياً، مؤسس مجموعة الأقليات الاسكتلندية [74]
- فيونا واتسون، مسؤولة الشؤون السياسية

## فريق عمل مميز
- السير توماس هدسون بير رئيس الميكانيكا والهندسة ، 1887-1889
- شغل جورج موراي بورنيت، (1921-1980) منصب مدير عام 1974 حتى 1980.[75]
- أندرو جون هيربرتسون، محاضر في الجغرافيا الصناعية والتجارية ، 1896-1899 [76]
- السير جيف بالمر ، OBE ، عالم حبوب ومدافع عن حقوق الإنسان ، 1977-2005

### المدراء
- السير فرانسيس جرانت أوجيلفي ، سي بي ، فرنسا، 1886-1900
- آرثر بيلانز لوري، 1900-1928
- جيمس كاميرون سمايل، 1928-1950
- هيو بريان نيسبت ، البنك المركزي المصري ، فرنسا ، 1950-1967
- روبرت ألان سميث، 1968-1974
- جورج موراي بورنيت، FRSE ، 1974-1980
- توماس لوثيان جونستون، PRSE 1981-1988
- السير أليستير جورج جيمس ماكفارلين، 1989-1996
- جون ستيوارت آرتشر، البنك المركزي المصري ، فرنسا، 1997-2006
- السير فيتو أنطونيو موسكاتيلي، البنك المركزي المصري، فرنسا، 2007-2009
- ستيفن كينيث تشابمان، البنك المركزي المصري، فرنسا، 2009-2015
- ريتشارد أندرو ويليامز، حتى الآن

## روابط خارجية
- الموقع الرسمي
- اتحاد طلاب جامعة هيريوت وات
- جامعة هيريوت وات دبي
- جامعة هيريوت وات ماليزيا

قالب:Heriot-Watt University